# Periscyphoides pictus
Periscyphoides pictus är en kräftdjursart som beskrevs av Arcangeli 1950. Periscyphoides pictus ingår i släktet Periscyphoides och familjen Eubelidae. Inga underarter finns listade i Catalogue of Life.